# Maquira calophylla
Maquira calophylla là một loài thực vật có hoa trong họ Moraceae. Loài này được (Poepp. & Endl.) C.C.Berg mô tả khoa học đầu tiên năm 1969.